# Toño Rosario
Máximo Antonio del Rosario Almonte, más conocido como Toño Rosario (Higüey; 3 de noviembre de 1955), es un cantante dominicano de merengue.

## Biografía

### Primeros años
Toño nació en Higüey, el municipio cabecera de la provincia La Altagracia, situada al este de la República Dominicana. Desde su infancia, él y sus hermanos mostraron un gran interés en la música. Jugaban tocando instrumentos hechos de tapas de botellas, envases de plástico, y otros artículos. Pronto empezaron a cantar y tocar en el barrio y comenzó lo que sería el grupo Los Hermanos Rosario, una orquesta de merengue que tuvo un gran éxito en los años ochenta. Es considerado un muy buen artista dominicano.

### Con Los Hermanos Rosario
La agrupación empezó con Pepe, Toño y Rafa como cantantes de la orquesta, mientras los demás ―Luis, Tony y Francis― eran integrantes del grupo. El 19 de marzo de 1983 murió Pepe Rosario en un confuso incidente en un centro nocturno de la ciudad de La Romana. Toño y Rafa mantuvieron el liderato del grupo. En esos años alcanzaron gran éxito en su país y en el exterior.

### Como solista

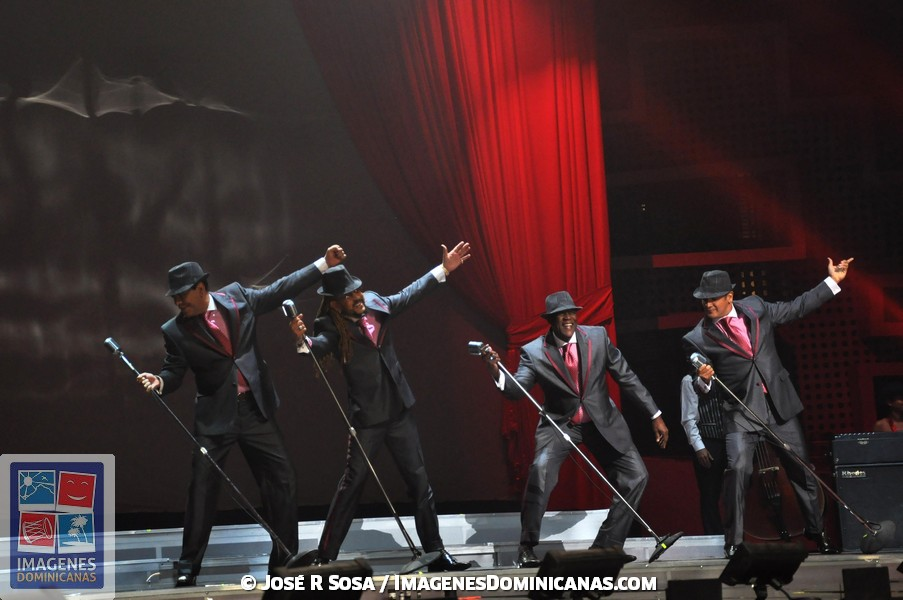
Premios Casandra en 2011. De izquierda a derecha: Fernando Villalona, Toño Rosario, Johnny Ventura y Eddy Herrera.

Después de haber alcanzado grandes éxitos en la agrupación y visitar varios países de Latinoamérica y Europa, Toño decidió abandonar a sus hermanos y formó su propia orquesta. Debutó como solista el 14 de abril de 1990 en el Coliseo Roberto Clemente de la ciudad de San Juan (Puerto Rico). Toño llegó a convertirse en el merenguero más popular y con mayor ventas de discos de ese país. Toño Rosario fue el primer merenguero que llenó la capacidad del Madison Square Garden. Tuvo llenos en United Palace, Altos de Chavón, la Plaza del Toros de Madrid (España), el Estadio Centenario de Cuernavaca (México).
Actualmente se encuentra trabajando con la compañía wilmusic managermet de la mano de Wilson Sánchez desde 2012.

### Vida personal
En 1983 se casó con Marilyn Brenes en New York City. En 1988 se casó con Ada Ramírez, con la cual tuvo cuatro hijos. En 1991 se casó con la modelo puertorriqueña Ivette Cintrón, con quien tuvo un hijo. Años después se divorciaron y a finales de los años noventa se casó con Yaritza Yari Rivera.
Toño tiene diez hijos, Luisaura, Mínimo, Francis, Antonio, Yudith, Pepe, Saskia, Jeffrey, Mómory y Cristian.
Toño se considera un artista original y único por la forma de vestir, sin embargo él ha interpretado canciones de otros grandes artistas.

## Controversias
Toño se ha caracterizado por ser estrafalario en su vestuario, por lo que ha sido muy criticado en su país y en el exterior. También se caracteriza por tener un comportamiento excéntrico y sus recitales siempre son muy extravagantes.
En 2007 sorprendió a sus fanes dominicanos cuando afirmó que no conocía a la cantante dominicana Milly Quezada.
En 2009 ―en el programa de radio El Vacilón de la Mañana, que se transmite por la emisora La Mega, en Nueva York― afirmó que su hermano Rafa Rosario cantaba mal y no era un artista.

## Discografía

### Y Más... (1990)
1. La gozadera
2. Dame
3. Ojos bonitos
4. Chiquilla bonita
5. Jenny
6. El pobre Ramón
7. Es mi vida
8. Ajena

### Atado a Ti (1991)
1. Bárbara
2. Víbora del mar
3. Atado a ti
4. Otra vez
5. Muñeca linda
6. Pegaíto
7. Tu mujer
8. Mi morenita

### Retorno a las raíces (1992)
1. La última copa
2. Hasta que no pueda más
3. Lola
4. Un amor de la calle
5. La carta en el ropero
6. Imán (sabor común)
7. La gozadera #2
8. Camino del puente

### Traigo la bomba (conVico C) (1992)
1. Yogur
2. Te voy a tomar
3. I like
4. Yogur (techno mix)
5. Te voy a tomar (house mix)
6. Descontrol
7. Otra vez
8. Víbora del mar
9. Pegaíto
10. Mi morenita
11. Traigo la bomba

### Amor Jollao (1993)
1. El hijo ausente
2. Irresistible
3. Quisiera amarte menos
4. Pa'l colmado
5. Es mentira
6. El bailabién
7. La gozadera III
8. Mi secreto
9. A mi gente
10. No te perdono más

### Me olvidé de vivir (1994)
1. Me olvidé de vivir
2. La primera piedra
3. Cómo no voy a decir
4. Dónde
5. Otra como tú
6. Mentiras
7. Déjala
8. Sin truco

### Quiero volver a empezar (1995)
1. Quiero volver a empezar
2. Enamorado
3. No me hablen de ella
4. Estúpida
5. Tan que tan
6. Será
7. Siempre estoy pensando en ella
8. Qué sabe nadie
9. Lo voy a dividir
10. Chibirín chibirín

### Grandes éxitos: cinco años de platino (1995)
1. Jenny
2. Mal pago (amor gitano)
3. Bárbara
4. Tu mujer
5. La última copa
6. Hasta que no pueda más
7. Quisiera amarte menos
8. Mi secreto
9. Me olvidé de vivir
10. La primera piedra
11. Sin truco (remix radio version).
12. Sin truco (long remix version).

### Seguiré (1997)
1. Seguiré
2. Me gusta
3. De lo que te has perdido
4. Ella fue
5. La nena del tongoneo
6. Brujería
7. Tengo la piel cansada
8. Loco loco
9. Te nombro reina
10. Un día a la semana

### Colecciones y éxitos (1997)
1. La gozadera
2. Dame
3. Es mi vida
4. El pobre Ramón
5. Víbora del mar
6. Otra vez
7. Pegaíto
8. La gozadera II
9. Lola
10. La gozadera III
11. A mi gente
12. Pa'l colmado
13. Otra como tú
14. Me olvidé de vivir

### Exclusivo (1998)
1. Su único amor
2. Homenaje a Puerto Rico
3. Así fue
4. Qué mujer más buena
5. Gozadera IV
6. Enamorado solo
7. Me enamoré de ti
8. Mi novia salió preñá
9. Un buen perdedor
10. Ábreme la puerta

### La historia musical Rosario (conLos Hermanos Rosario) (1998)
1. Me tiene amarrao
2. Siempre estoy pensando en ella
3. El lápiz
4. Estúpida
5. El palo
6. Quiero volver a empezar
7. Nadie me brinda ná
8. Tan que tan
9. Las locas
10. Seguiré

### La magia del cuco (1999)
1. Tú va' vei
2. Mercedita
3. Juan en la ciudad
4. Qué pasará de aquí a ahorita
5. Hey
6. No sé qué me pasa
7. Amanecer y la espera
8. Como anoche
9. Apambichao
10. Triángulo
11. Estoy contento de estar en mi país
12. AEIOU

### La alegría del merengue (1999)
1. Alegría
2. Seguiré
3. La última copa
4. Jenny
5. Quiero volver a empezar
6. Así fue
7. Estúpida
8. Dónde
9. Cómo no voy a decir
10. La gozadera VI
11. Un día a la semana
12. Suavemente

### Yo soy Toño (2000)
1. Por un puñado de oro
2. Beso a beso
3. Desnúdate, mujer
4. Yo quiero tu amor
5. Discúlpame
6. Todo lo hago por ti
7. Cierra los ojos y juntos recordemos
8. El ritmo de la Navidad
9. Yo me muero por ella
10. Yo soy Toño
11. A ti te gusta
12. Lupe

### Serie 2000 (2000)
1. Seguiré
2. Me olvidé de vivir
3. Otra como tú
4. Alegría
5. Jenny
6. La gozadera
7. Quiero volver a empezar
8. Víbora del mar
9. La gozadera III
10. Bárbara
11. Estúpida
12. La última copa

### Toño en América (2002)
1. América, América
2. No volveré
3. Mi morenita
4. Yo kulí yo kulá
5. Nada queda de tu amor
6. Insoportablemente bella
7. Yerba mala
8. Navidad para el pueblo
9. Gozadera V
10. Yari yari
11. Soy feliz

### Juntos (conWilfrido Vargas) (2002)
1. La última copa
2. El africano
3. Irresistible
4. El semáforo
5. Me olvidé de vivir
6. El hombre divertido
7. Otra como tú
8. San Antonio
9. La gozadera
10. Abusadora

### Colección diamante (2003)
1. Irresistible
2. La gozadera
3. Me olvidé de vivir
4. Otra como tú
5. Mentiras
6. La última copa
7. Tu mujer
8. Jenny

### Todo lo bueno de Toño Rosario (2003)
1. La gozadera
2. Es mi vida
3. Víbora del mar
4. Mi gente
5. Pa'l colmado
6. Otra como tú
7. Me olvidé de vivir
8. Jenny
9. Bárbara
10. La última copa
11. Hasta que no pueda más
12. Quisiera amarte menos
13. Sin truco (remix).
14. Mi secreto

### Amigo mío: Toño y sus éxitos (2003)
1. Amigo mío
2. Me enamoré de ti
3. Tú va' vei
4. Será
5. Alegría
6. A ti te gusta
7. Seguiré
8. Quiero volver a empezar
9. La última copa
10. Así fue
11. Cómo no voy a decir
12. Juan en la ciudad
13. Ábreme la puerta
14. Kulikitaka
15. Estúpida

### Resistiré (2004)
1. El reloj
2. Porque yo quiero
3. Vamos a reír un poco
4. ¡Ay, ombe!
5. Sombras nada más
6. Te amaré
7. Resistiré
8. Mi tristeza es mía y nada más
9. Eres (la flor).
10. En Navidades

### Lo mejor de Toño Rosario (2006)
1. Amigo mío
2. Me enamoré de ti
3. Tú va' vei
4. Mi morenita
5. Alegría
6. A ti te gusta
7. Seguiré
8. Quiero volver a empezar
9. Desnúdate, mujer
10. Así fue
11. Cómo no voy a decir
12. Juan en la ciudad
13. Ábreme la puerta
14. Kulikitaka
15. Homenaje a Puerto Rico

### Tradicional (2006)
1. Mi morenita
2. Quiero volver a empezar
3. Desnúdate, mujer
4. Así fue
5. Un buen perdedor
6. Juan en la ciudad
7. Insoportablemente bella
8. Yo kulí yo kulá
9. Beso a beso
10. América, América
11. Navidad para el pueblo
12. El ritmo de la Navidad
13. Amigo mío
14. A ti te gusta

### En vivo: el original (2006)
1. A lo oscuro
2. Ojalá se seque el río
3. Yo quiero un vacilón
4. Yo quiero que las mujeres me den eso
5. Caco e maco salta cocote
6. Papalico
7. Me voy pa'l pueblo
8. Porón
9. Nao nao nao
10. El tigre
11. Cógelo, que eso es tuyo
12. Chuleta
13. Se pega

### A tu gusto (2007)
1. Córtame las venas
2. Ella sabe
3. Fiel
4. Volvió el amor
5. Mi historia entre tus dedos
6. Who said?
7. Vivir así es morir de amor
8. Tú de qué vas
9. Todavía creo en el amor
10. Yamule majasense
11. You're the first, the last, my everything

### Lo más encendío de Toño Rosario (2007)
1. Kurikitaka "ta cruzado"
2. Cumandé/Que me coma el tigre
3. Pa' candelier
4. La maricutana
5. Estoy encendío
6. Pa' amanecer
7. Cumandé/Cógelo
8. La gozadera
9. La gozadera/Rompe
10. Suéltame
11. Yo me muero por ella
12. La carta en el ropero
13. Jenny
14. Alegría

### Don't worry be happy: the best of Toño Rosario (2009)
1. Don't worry, be happy
2. Tu maestro
3. Nao, nao, nao
4. Resistiré
5. ¡Ay, ombe!
6. Córtame las venas
7. A lo oscuro
8. La última copa
9. La gozadera
10. Ojalá se seque el río

### Los mega éxitos en vivo (2009)
1. A mi gente
2. Bárbara
3. Cumandé
4. Dónde
5. El puñal
6. Es mi vida
7. La gozadera
8. Hasta que no pueda más
9. La última copa
10. Mi secreto
11. Lola
12. Jenny
13. Mi vida
14. Otra vez
15. Sin truco
16. Víbora del mar

### Veinte grandes éxitos (2010)
1. Kulikitaka
2. Quiero volver a empezar
3. Enamorado
4. Tan que tan
5. Seguiré
6. Me gusta
7. Ella fue
8. La nena del tongoneo
9. Brujería
10. Me enamoré de ti
11. Su único amor
12. Homenaje a Puerto Rico
13. Tú va' vei
14. Juan en la ciudad
15. Por un puñado de oro
16. Desnúdate, mujer
17. El ritmo de la Navidad
18. No volveré
19. Mi morenita
20. Suavemente

### El mandatario (2011)
1. Toma lo que te mandé
2. Dame tu baby pin
3. Mon amour
4. Qué calor
5. La soga
6. Muñequita dorada
7. Papá dominicano
8. Temblar
9. La bohemia
10. Dame tu cariño
11. Controla tu loco
12. Prepárate
13. La brocha
14. Yari dijo
15. Que te lo ponga
16. Cumande

### Mis favoritas (2012)
1. La última copa
2. Me olvidé de vivir
3. Sin truco [remix radio version]
4. La gozadera
5. Pa'l colmado
6. Otra como tú
7. La gozadera II
8. Quiero volver a empezar
9. Mal pago (amor gitano).
10. Seguiré
11. Tu mujer
12. Quisiera amarte menos
13. Irresistible
14. La gozadera III